# 小癞子 (1959年电影)
《托美斯河上的小癞子》（西班牙語：El Lazarillo de Tormes）是1959年首映的一部西班牙-意大利黑白电影。导演是塞萨尔·费尔南德斯·阿达温。电影改编自16世纪中期的流浪汉小说《小癞子》，讲述一个名叫“拉撒路”的小男孩依靠自己的智慧，跟随不同的主人过流浪生活的故事。

## 主要情节
拉撒路是一个来自萨拉曼卡的穷男孩。一开始，他被母亲玛格丽塔·洛萨诺（Margarita Lozano）送给一位盲人乞丐作为学徒。拉撒路跟从盲人期间，通过各种小聪明和计谋，获取了填饱肚子的面包。后来他还跟从过乡绅和神父等人，随着阅历的增长，他对人间善恶有了更加明晰的认识......

## 获奖
- 金熊奖：1960年。[1][2]
- CEC奖（英语：Premios CEC）：最佳电影奖、最佳导演奖、最佳音乐奖和最佳照片奖。[3]